# Hartestraße

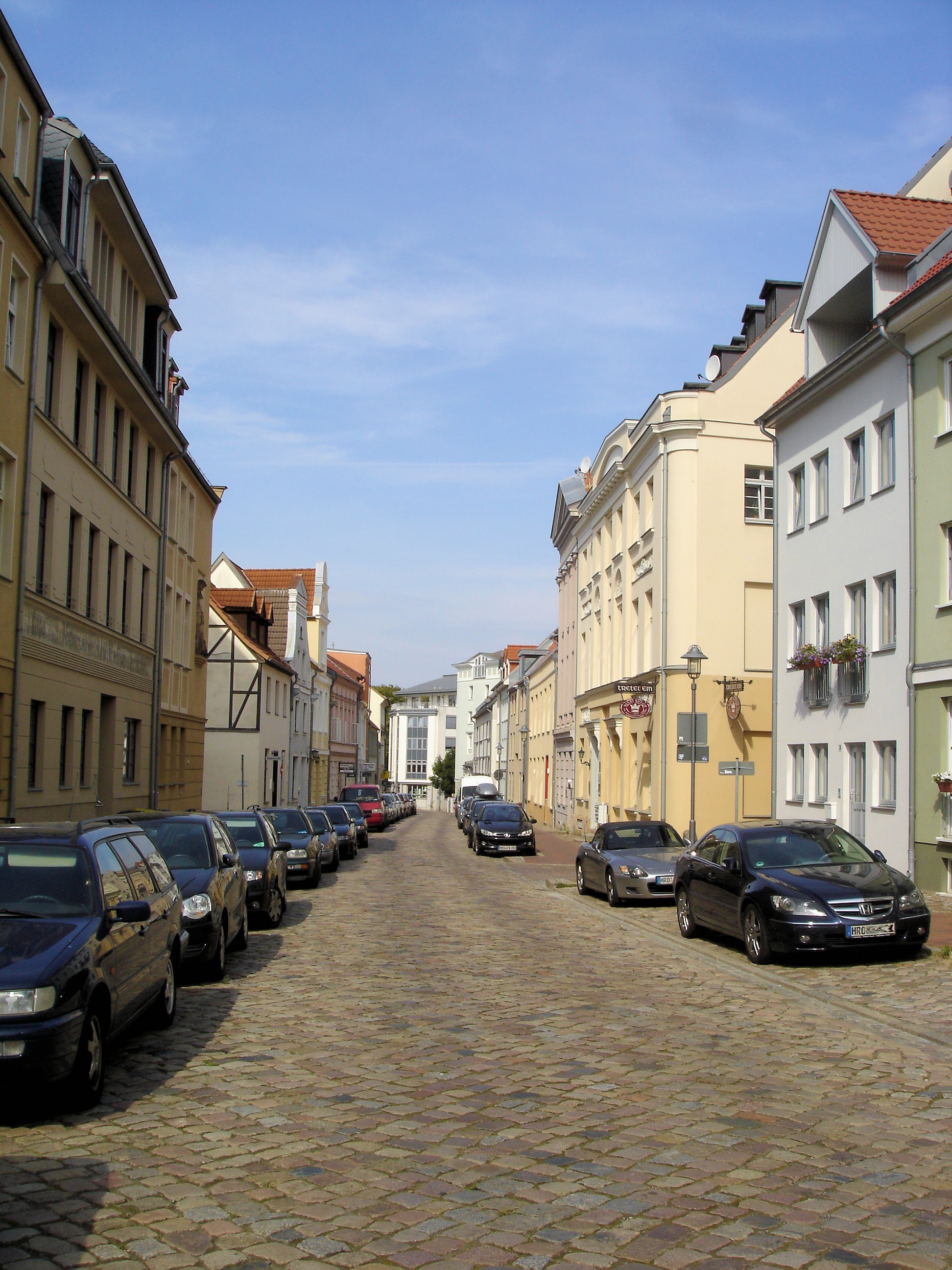
Hartestraße von Osten

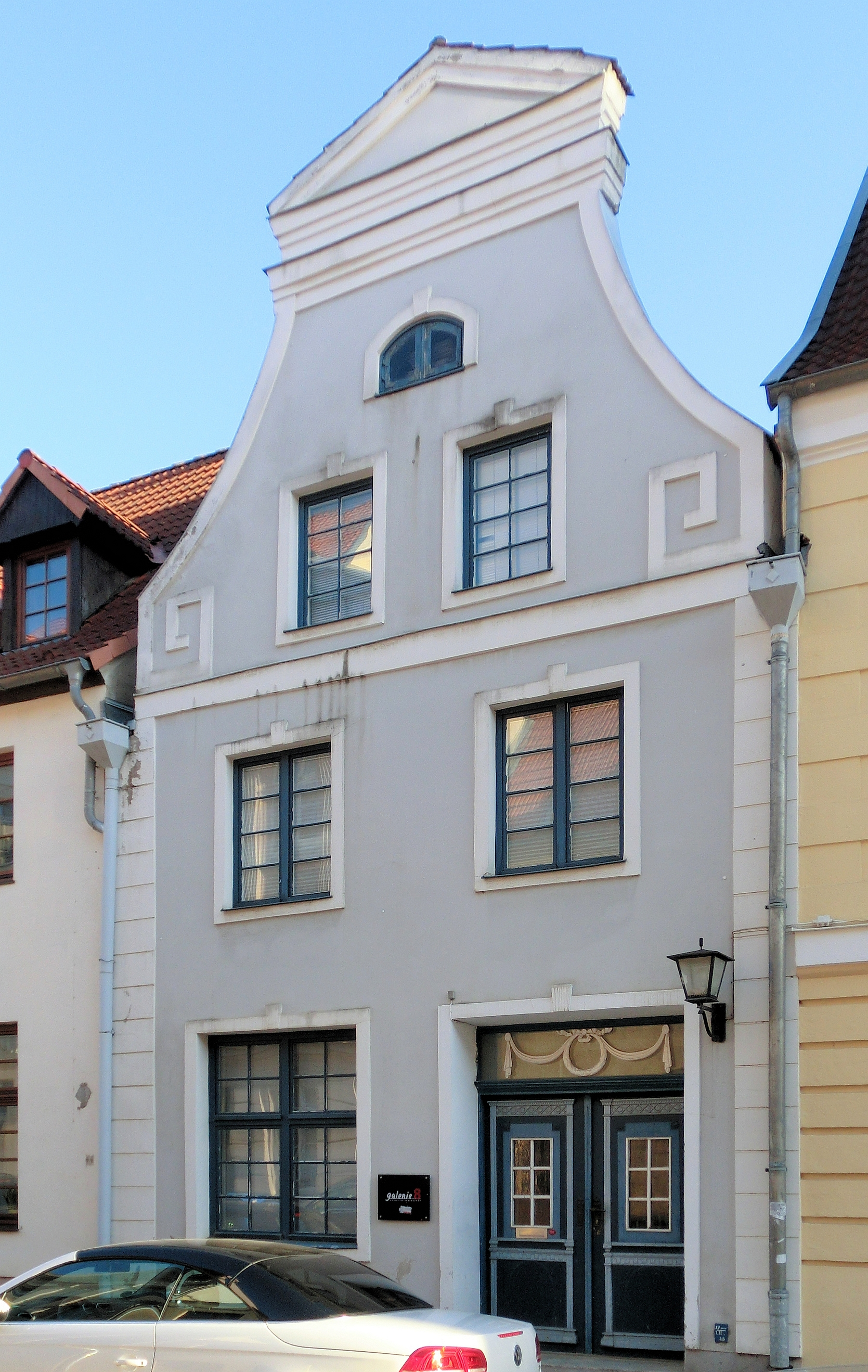
Hartestraße 8 (Ende des 18. Jahrhunderts), ein Beispiel eines Hauses mit barocker Fassade

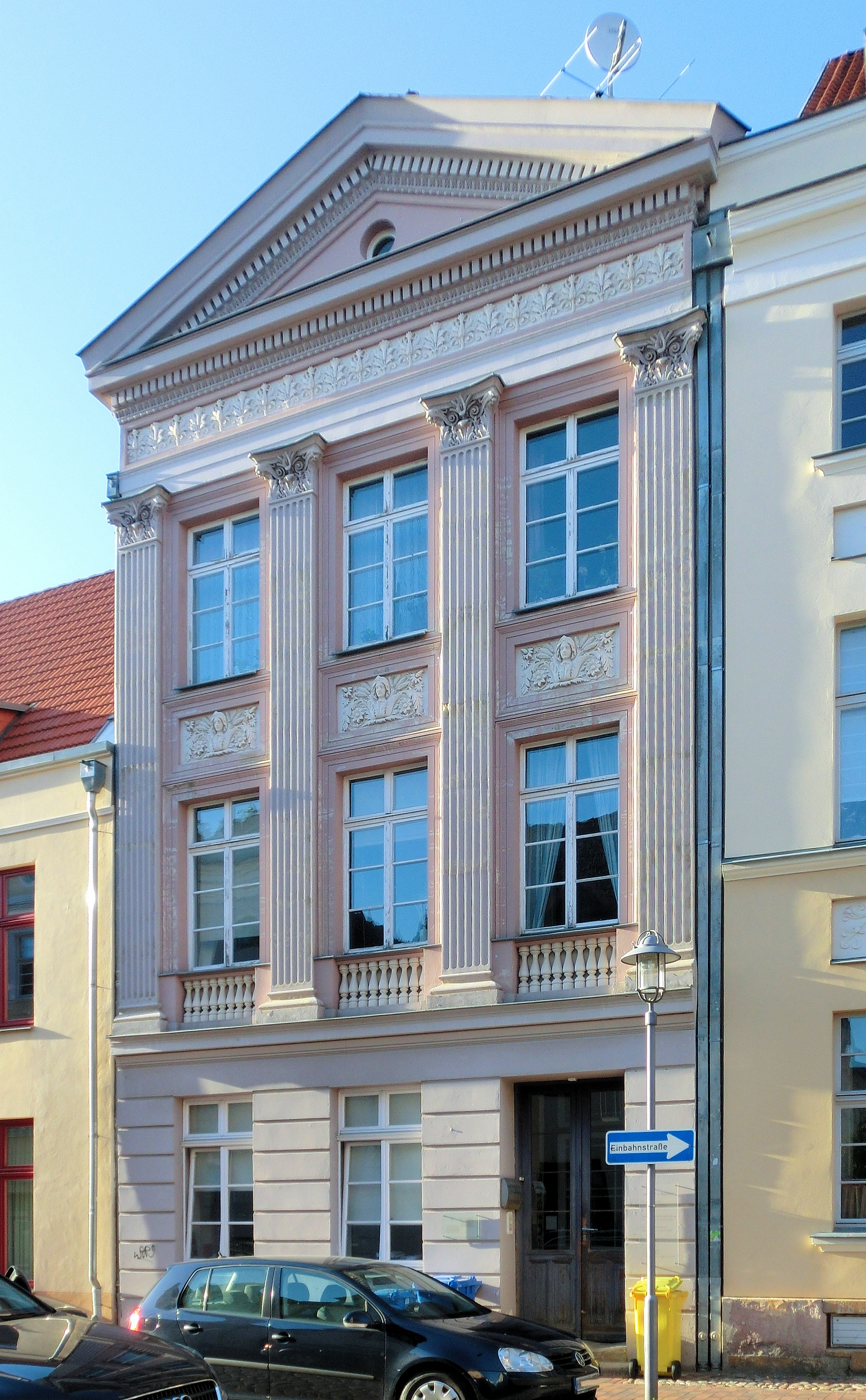
Hartestraße 26 (zweite Hälfte des 19. Jahrhunderts) mit spätklassizistischer Fassade

Die Hartestraße in Rostock ist eine Straße im historischen Stadtkern der Hansestadt. Sie ist eine Querstraße in der einstigen Rostocker Altstadt und verbindet die Grubenstraße mit der Wollenweberstraße.

## Verlauf
Von der Grubenstraße kommend, knickt die Hartestraße in Richtung Südwesten ab und erreicht nach ungefähr 200 Metern die Wollenweberstraße. Die Seidenstraße verbindet sie in Richtung Süden mit der Fischbank, nach Norden zweigen von der Hartestraße der Ellernhorst und die Pferdestraße ab.

## Geschichte
Im Jahre 1261 als platea cervi ersterwähnt, stammte der Name der Hartestraße von einem Rostocker Ratsherrengeschlecht namens Hart (niederdeutsch für Hirsch). Dass sie nach einer Patrizierfamilie benannt wurde, belegt ihren hohen Stellenwert innerhalb des mittelalterlichen Rostocks, da zumeist nur die zum Hafen führenden Straßen wie die Koßfelderstraße den Namen von Familien trugen. Tatsächlich ist die Hartestraße die einzige Straße der einstigen Rostocker Altstadt, d. h. der Teilstadt zwischen Grubenstraße und östlicher Stadtmauer, deren Namen von Personen herrührt. Dementsprechend war sie wohl mit stattlichen Giebelhäusern bebaut.
Die mittelalterliche Bebaaung der Hartestraße wurde ausnahmslos während des Großen Stadtbrandes von 1677 zerstört. Im Zuge eines zögerlichen Wiederaufbaus ist sie mit barocken und klassizistischen Häusern wiedererstanden. Die Hartestraße überstand das Vier-Nächte-Bombardement der britischen Luftwaffe vergleichsweise glimpflich, so dass noch ein beachtlicher historischer Gebäudebestand vorhanden ist.
Die Häuser Hartestraße 8 und 9 sind schlichte barocke Wohnhäuser vom Ende des 18. Jahrhunderts. In der Nummer 27 findet man einen zu Wohnzwecken umgebauten ehemaligen Speicher im Stil des Klassizismus, und die Hartestraße 26, ebenfalls klassizistisch, hat eine sehenswerte Fassade mit Pilastern und Dreiecksgiebel.
Für den Kraftverkehr ist die Hartestraße von mittlerer Bedeutung.